# Maximilian von Puttkamer

Maximilian von Puttkamer

Albert August Maximilian von Puttkamer (* 28. Juni 1831 in Groß Nossin, Kreis Stolp; † 5. März 1906 in Baden-Baden) war ein deutscher Politiker und Staatssekretär im Ministerium für Elsaß-Lothringen des Deutschen Kaiserreichs.

## Herkunft
Er stammte aus der pommerschen uradligen Familie Puttkamer. Sein Vater Albert von Puttkamer  (* 1797; † 1861) war preußischer Landrat und von 1859 bis 1861 Mitglied des preußischen Abgeordnetenhauses. 

## Studium und berufliche Laufbahn

Maximilian von Puttkamer

Max von Puttkamer

Alberta von Puttkamer

Nach dem Besuch des Gymnasiums in Stettin absolvierte Maximilian von Puttkamer 1849 bis 1852 ein Studium der Rechtswissenschaften an der Rheinischen Friedrich-Wilhelms-Universität Bonn und der Universität zu Berlin.
1852 trat er als Auskultator in den preußischen Justizdienst. 1858 wurde er zuerst Gerichtsassessor und danach 1861 Kreisrichter in Fraustadt (Provinz Posen).

## Politische Laufbahn

### Reichstagsabgeordneter
1867 wurde er als Vertreter von Fraustadt zum Mitglied des Preußischen Abgeordnetenhauses gewählt, dem er bis 1871 angehörte. 1867 wurde er Abgeordneter des Norddeutschen Reichstags für den Wahlkreis Regierungsbezirk Posen 6 (Fraustadt – Lissa) und schloss sich der Fraktion der Nationalliberalen an. Nach der Gründung des Deutschen Kaiserreiches 1871 wurde er zum Mitglied des Reichstages gewählt. Dort vertrat er bis 1881 die Interessen der 1867 gegründeten Nationalliberalen Partei (NLP).

### Aufstieg zum Staatssekretär für Elsaß-Lothringen
1871 wurde er zunächst Appelationsgerichtsrat in Colmar. 1877 erfolgte seine Ernennung zum Generaladvokat des Reichslandes Elsaß-Lothringen.
1879 wurde er zum Unterstaatssekretär für Justiz und Kultus im Ministerium für Elsaß-Lothringen ernannt. Dieses Amt übte er bis 1887 aus.
1887 wurde er als Nachfolger von Karl von Hofmann selbst Staatssekretär für Elsaß-Lothringen. Dieses Amt übte er vierzehn Jahre bis Juli 1901 aus und war damit länger im Amt als alle seine Vorgänger und Nachfolger. Nachfolger wurde Ernst Matthias von Köller.
Seine Frau Alberta von Puttkamer war Schriftstellerin und hat sich insbesondere als Übersetzerin von Alfred de Musset, durch das historische Drama Kaiser Otto III. und ihre Dichtungen einen Namen gemacht.